# سان-جوليين-سور-ريسوز
سان-جوليين-سور-ريسوز (بالفرنسية: Saint-Julien-sur-Reyssouze)‏ هي بلدية فرنسية تقع في إقليم الآن. رمز إنسي لها هو:1367. أما الرمز البريدي لها فهو: 1560.